# Tunnel View

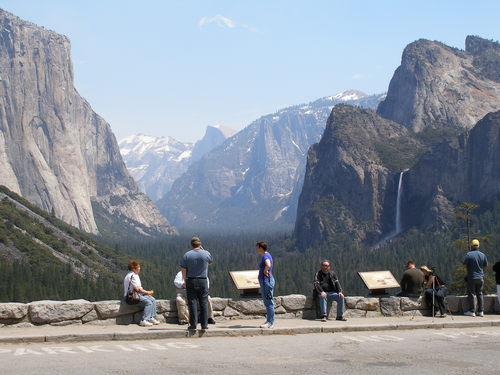
Tunnel View

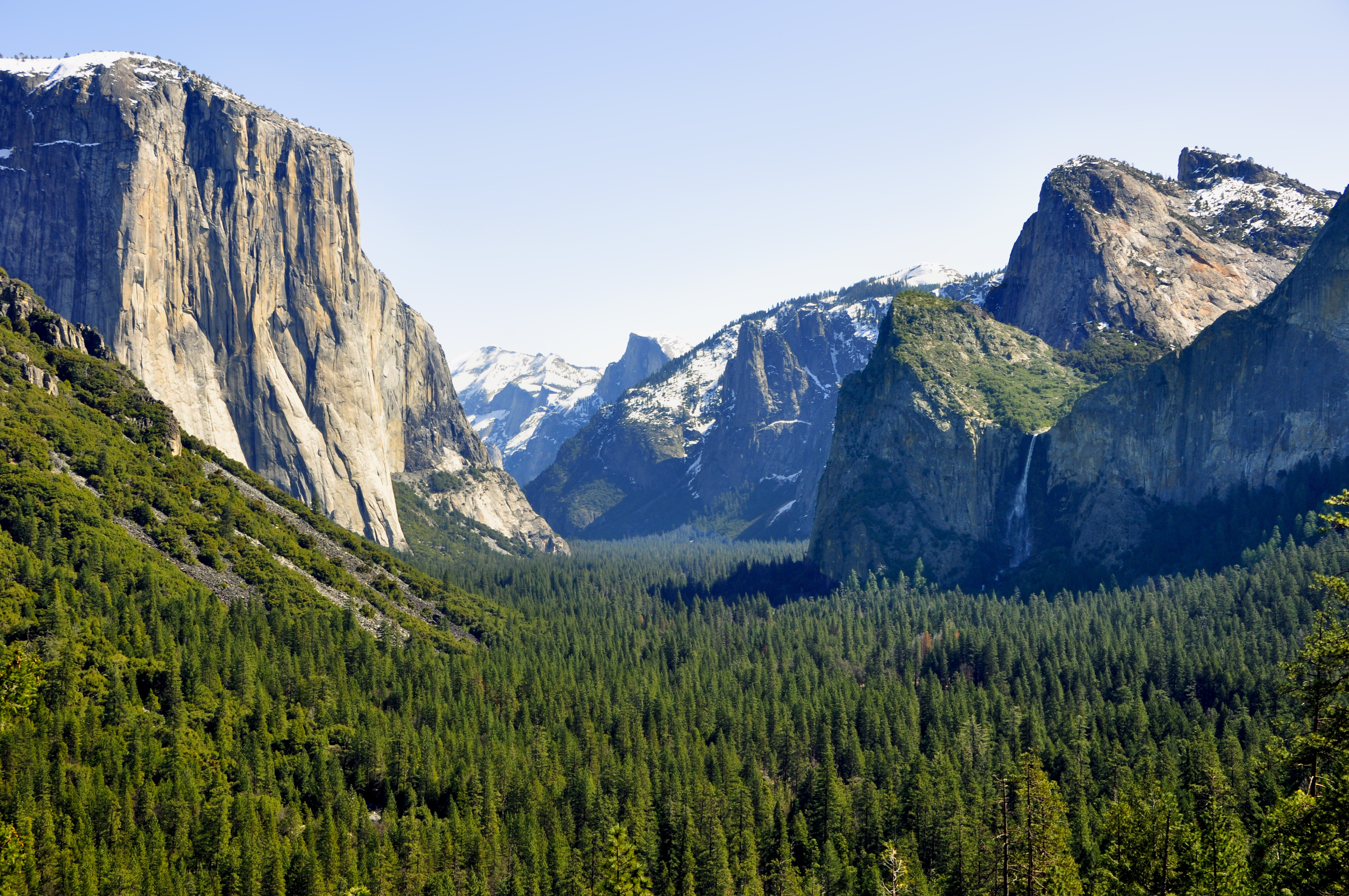
Yosemite Valley gezien vanaf Tunnel View.

Tunnel View is een uitkijkpunt langs State Route 41 aan de westelijke toegang tot de Yosemite Valley, in Yosemite National Park in de Amerikaanse staat Californië. Van op het uitkijkpunt heeft de bezoeker in oostelijke richting een indrukwekkend beeld van de vallei, omkaderd door de granieten rotsen van onder andere El Capitan. In de verte is ook Half Dome zichtbaar en op de rechterflanken van de vallei ziet men de Bridalveilwaterval.
Tunnel View bestaat sinds 1933 en is sindsdien uitgegroeid tot een van de meest iconische uitkijkpunten van Yosemite. Het uitkijkpunt met parking bevinden zich direct ten oosten van de Wawona Tunnel, op de weg voor wie Yosemite vanuit het zuiden binnenrijdt. Hier vertrekt eveneens het wandelpad naar Inspiration Point, een ander, hogergelegen uitkijktpunt. Zowel de Wawona Tunnel als Tunnel View staan op het National Register of Historic Places.
Bezienswaardigheden: Bridalveil Fall · Cathedral Lakes · Cathedral Peak · Chilnualna Falls · Clouds Rest · El Capitan · Emerald Pool · Glacier Point · Grand Canyon of the Tuolumne · Grizzly Giant · Half Dome · Hetch Hetchy · Horsetail Fall · John Muir Trail · Mariposa Grove · Merced Grove · Merced River · Mount Conness · Mount Dana · Mount Lyell · Mount Starr King · Nevadawaterval · Ostrander Lake · Pacific Crest Trail · Sentinel Dome · Sentinel Rock · Tenaya Canyon · Tenaya Lake · Tunnel View · Tuolumne Grove · Tuolumne Meadows · Tuolumne River · Vernalwaterval · Wawona Tunnel Tree · Yosemite Valley · Yosemitewaterval

Bebouwing: Ahwahnee Hotel · Badger Pass Ski Area · Camp 4 · Curry Village · Glacier Point Hotel · Housekeeping Camp · LeConte Memorial Lodge · Pioneer Yosemite History Center · Rangers' Club · Parsons Memorial Lodge · Wawona · Wawona Hotel · Yosemite Valley Chapel · Yosemite Valley Lodge · Yosemite Village

Vervoer: SR 41 · SR 120 · SR 140 · Wawona Tunnel · Yosemite Area Regional Transportation System

Personen: Ahwahnechee · Chief Tenaya · Frederick Law Olmsted · Galen Clark · John Conness · John Muir · Sierra Miwok · Stephen Mather · Robert Underwood Johnson